# Ponte visconteo di Trezzo

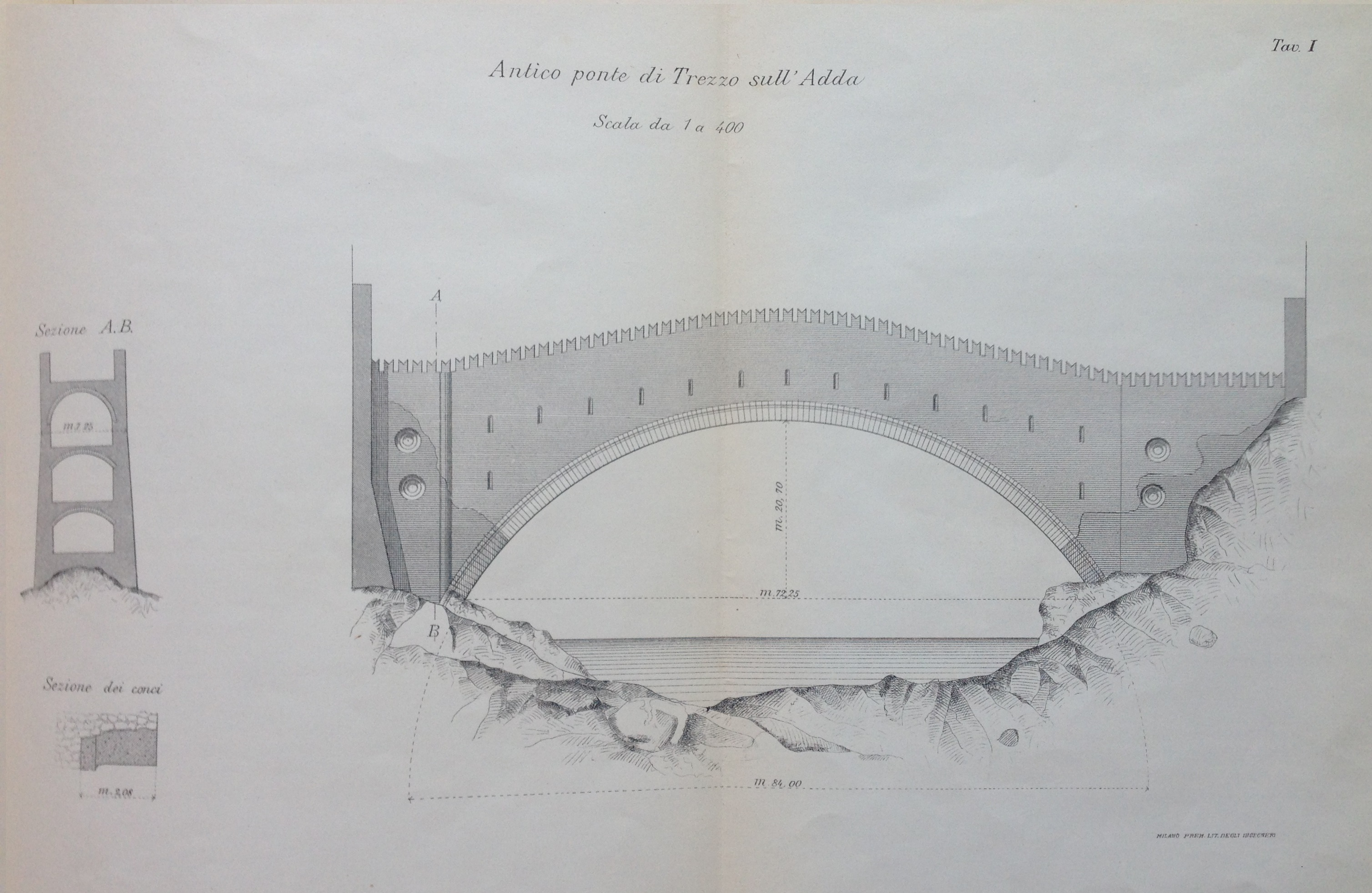
Disegno con ipotetica ricostruzione del ponte

Il ponte visconteo di Trezzo era un ponte posto sull'Adda, vicino al Castello di Trezzo sull'Adda e costruito da Bernabò Visconti tra il 1370 e il 1378, venne distrutto nel 1416 in un assedio.
Ponte imponente per la sua epoca, aveva un arco di 72 metri, pareggiata solo nel 1796 in Inghilterra e superata dal Ponte Adolfo nel 1903.